# Milan Badelj
Milan Badelj (Zagreb, 25 februari 1989) is een Kroatisch voetballer die doorgaans als verdedigende middenvelder speelt. Hij tekende in september 2020 een driejarig contract bij Genoa, dat hem overnam van SS Lazio. Badelj debuteerde in 2010 in het Kroatisch voetbalelftal.

## Clubcarrière

### GNK Dinamo Zagreb
Op 17-jarige leeftijd haalde GNK Dinamo Zagreb Badelj weg bij stadsgenoot NK Zagreb. Hij werd onmiddellijk uitgeleend aan Lokomotiva om ervaring op te doen. Na één seizoen werd hij teruggehaald als vervanger voor de naar Tottenham Hotspur vertrokken Luka Modrić. Hij debuteerde in de Champions League voorronde tegen het Noord-Ierse Linfield. Hij maakte zijn competitiedebuut op de openingsspeeldag van het seizoen 2008/2009 tegen HNK Rijeka. Hij opende de score voor GNK Dinamo Zagreb in een met 2–0 gewonnen wedstrijd. In zijn eerste seizoen speelde hij 31 competitiewedstrijden en 12 Europese wedstrijden voor GNK Dinamo Zagreb. In maart 2011 scoorde hij een doelpunt in de derby tegen rivaal HNK Hajduk Split. Tijdens het seizoen 2010-2011 droeg hij verschillende malen de aanvoerdersband. Tijdens het seizoen 2011/2012 speelde hij met GNK Dinamo Zagreb in de Champions League zes wedstrijden in een poule met Real Madrid, Olympique Lyon en AFC Ajax.

### Hamburger SV
Op 29 augustus 2012 tekende Badelj een driejarig contract met optie op een extra jaar bij het Duitse Hamburger SV, dat vierde miljoen euro betaalde voor de Kroaat. Op 1 september 2012 maakte hij zijn Bundesliga debuut tegen Werder Bremen. Hij wist meteen een basisplek te versieren. Op 27 november 2012 scoorde hij zijn eerste doelpunt voor HSV in de Bundesliga tegen Schalke 04. Vanwege het spel dat Badelj tijdens de veertiende speelronde liet zien, werd hij opgenomen in de beste elf van de veertiende speelronde van de Bundesliga van het magazine Die Kicker. Begin december 2012 kon Badelj niet naar Brazilië reizen met zijn Duitse ploeg door een blessure die hij opliep in de competitiewedstrijd tegen TSG 1899 Hoffenheim.

### Fiorentina
In de zomer van 2014 maakte de Kroaat de overstap van Hamburger SV naar Fiorentina. De Duitsers incasseerden naar verluidt vijf miljoen euro voor de Kroatische international. Zijn eerste goal viel in zijn eerste wedstrijd voor de Italianen, tegen FC Lugano. Badelj begon in de basis en scoorde in de zevende minuut. Toch verloor de club uit Florence door twee tegendoelpunten van de gasten uit Lugano.

## Interlandcarrière
Badelj speelde 54 interlands voor de Kroatische jeugdelftallen. Hij maakte zijn debuut voor Kroatië in een EK-kwalificatiewedstrijd tegen Malta. Met Kroatië was hij actief op het Europees kampioenschap voetbal 2012 in Polen en Oekraïne, waar het in de groepsfase bleef steken. Badelj behoorde tot de voorselectie voor het wereldkampioenschap voetbal 2014 maar viel af. Op 11 juni werd hij vanwege een blessure van Ivan Močinić alsnog aan de selectie toegevoegd. Hij werd opgeroepen in mei 2015 door de Kroatische bondscoach voor de vriendschappelijke wedstrijd tegen Gibraltar en de EK-kwalificatiewedstrijd tegen Italië op respectievelijk 7 juni en 12 juni 2015. Badelj speelde tegen Gibraltar, maar zat tegen Italië op de bank. Hij maakte ook deel uit van de definitieve selectie van Kroatië voor het Europees kampioenschap in Frankrijk. Kroatië werd op 26 juni in de achtste finale tegen Portugal uitgeschakeld na een doelpunt van Ricardo Quaresma in de verlenging.

### Internationale wedstrijden
| №                                      | Datum                            | Locatie                          | Wedstrijd                        | Uitslag                          | Competitie                       | Goals                            |
| Als speler van GNK Dinamo Zagreb       | Als speler van GNK Dinamo Zagreb | Als speler van GNK Dinamo Zagreb | Als speler van GNK Dinamo Zagreb | Als speler van GNK Dinamo Zagreb | Als speler van GNK Dinamo Zagreb | Als speler van GNK Dinamo Zagreb |
| -------------------------------------- | -------------------------------- | -------------------------------- | -------------------------------- | -------------------------------- | -------------------------------- | -------------------------------- |
| 1.                                     | 23 mei 2010                      | Stadion Gradski vrt, Osijek      | Kroatië – Wales                  | 2 – 0                            | Vriendschappelijk                | 0                                |
| 2.                                     | 26 mei 2010                      | A. Le Coq Arena, Tallinn         | Estland – Kroatië                | 0 – 0                            | Vriendschappelijk                | 0                                |
| 3.                                     | 2 september 2011                 | Ta' Qalistadion, Ta' Qali        | Malta – Kroatië                  | 1 – 3                            | EK-kwalificatie 2012             | 1                                |
| 4.                                     | 25 mei 2012                      | Stadion Aldo Drosina, Pula       | Kroatië – Estland                | 3 – 1                            | Vriendschappelijk                | 0                                |
| 6.                                     | 15 augustus 2012                 | Poljudstadion, Split             | Kroatië – Zwitserland            | 2 – 4                            | Vriendschappelijk                | 0                                |
| Als speler van Hamburger SV            |                                  |                                  |                                  |                                  |                                  |                                  |
| 7.                                     | 12 oktober 2012                  | Philip II Arena, Skopje          | Macedonië – Kroatië              | 1 – 2                            | WK-kwalificatie 2014             | 0                                |
| 8.                                     | 16 oktober 2012                  | Stadion Gradski vrt, Osijek      | Kroatië – Wales                  | 2 – 0                            | WK-kwalificatie 2014             | 0                                |
| 9.                                     | 26 maart 2013                    | Liberty Stadium, Swansea         | Wales – Kroatië                  | 1 – 2                            | WK-kwalificatie 2014             | 0                                |
| 10.                                    | 14 augustus 2013                 | Rheinparkstadion, Vaduz          | Liechtenstein – Kroatië          | 2 – 3                            | Vriendschappelijk                | 0                                |
| Als speler van ACF Fiorentina          |                                  |                                  |                                  |                                  |                                  |                                  |
| 11.                                    | 12 november 2014                 | Boleyn Ground, Londen            | Argentinië – Kroatië             | 2 – 1                            | Vriendschappelijk                | 0                                |
| 12.                                    | 16 november 2014                 | Stadio Giuseppe Meazza, Milaan   | Italië – Kroatië                 | 1 – 1                            | EK-kwalificatie 2016             | 0                                |
| 13.                                    | 7 juni 2015                      | Varteksstadion, Varaždin         | Kroatië – Gibraltar              | 4 – 0                            | Vriendschappelijk                | 0                                |
| 14.                                    | 3 september 2015                 | Bakcell Arena, Bakoe             | Azerbeidzjan – Kroatië           | 0 – 0                            | EK-kwalificatie 2016             | 0                                |
| 15.                                    | 10 oktober 2015                  | Maksimirstadion, Zagreb          | Kroatië – Bulgarije              | 3 – 0                            | EK-kwalificatie 2016             | 0                                |
| 16.                                    | 13 oktober 2015                  | Ta' Qalistadion, Ta' Qali        | Malta – Kroatië                  | 0 – 1                            | EK-kwalificatie 2016             | 0                                |
| 17.                                    | 17 november 2015                 | Olimp-2, Rostov aan de Don       | Rusland – Kroatië                | 1 – 3                            | Vriendschappelijk                | 0                                |
| 18.                                    | 23 maart 2016                    | Stadion Gradski vrt, Osijek      | Kroatië – Israël                 | 2 – 0                            | Vriendschappelijk                | 0                                |
| 19.                                    | 27 mei 2016                      | Gradski Stadion, Koprivnica      | Kroatië – Moldavië               | 1 – 0                            | Vriendschappelijk                | 0                                |
| 20.                                    | 4 juni 2016                      | Stadion Rujevica, Rijeka         | Kroatië – San Marino             | 10 – 0                           | Vriendschappelijk                | 0                                |
| Totaal                                 | Totaal                           | Totaal                           | Totaal                           | Totaal                           | Totaal                           | 1                                |
| Laatst bijgewerkt op 18 november 2015. |                                  |                                  |                                  |                                  |                                  |                                  |

## Erelijst
| Competitie          |               |                                    |               |               |
| Competitie          | Aantal        | Jaren                              |               |               |
| Dinamo Zagreb       | Dinamo Zagreb | Dinamo Zagreb                      | Dinamo Zagreb | Dinamo Zagreb |
| ------------------- | ------------- | ---------------------------------- | ------------- | ------------- |
| Kampioen 1. HNL     | 4x            | 2008/09, 2009/10, 2010/11, 2011/12 |               |               |
| Beker van Kroatië   | 3x            | 2008/09, 2010/11, 2011/12          |               |               |
| Kroatische Supercup | 1x            | 2010                               |               |               |
| Lazio               |               |                                    |               |               |
| Coppa Italia        | 1x            | 2018/19                            |               |               |

| Competitie | Winnaar | Winnaar | Runner-up | Runner-up | Derde   | Derde   |
| Competitie | Aantal  | Jaren   | Aantal    | Jaren     | Aantal  | Jaren   |
| Kroatië    | Kroatië | Kroatië | Kroatië   | Kroatië   | Kroatië | Kroatië |
| ---------- | ------- | ------- | --------- | --------- | ------- | ------- |
| WK         |         |         | 1x        | 2018      |         |         |